# Tribun News
Tribun News je indonéský zpravodajský server. Je součástí sítě Tribun Network a skupiny Kompas Gramedia. Patří mezi nejsledovanější webové stránky v zemi.
Server vznikl v roce 2010.
Podle žebříčku Alexa Internet je Tribun News jedním z nejnavštěvovanějších webů v Indonésii a patří také k stovce nejpopulárnějších webových stránek na světě.